# 재조선 미국 육군사령부 군정청
재조선 미국 육군사령부 군정청(한국 한자: 美國陸軍司令部軍政廳, 영어: United States Army Military Government in Korea, USAMGIK) 또는 줄여서 미군정(美軍政)은 1945년 8월 15일 일본 제국의 패망으로 독립한 한반도의 삼팔선 이남 지역에 설치된 미국 관할의 군정으로, 미군의 제24군단이 진주한 1945년 9월 8일부터 1948년 8월 15일까지 남한을 통치하였다. 한국의 역사에서 당시 이 기간을 미군정기(美軍政期) 라고 부른다.
미군은 1948년 8월 15일 대한민국 정부 수립으로 대한민국 정부에 통치권이 이행된 이후 대부분 철수하였고, 소수는 1949년 6월까지 정치고문 및 군사고문의 형태로 존속하였다.

## 배경

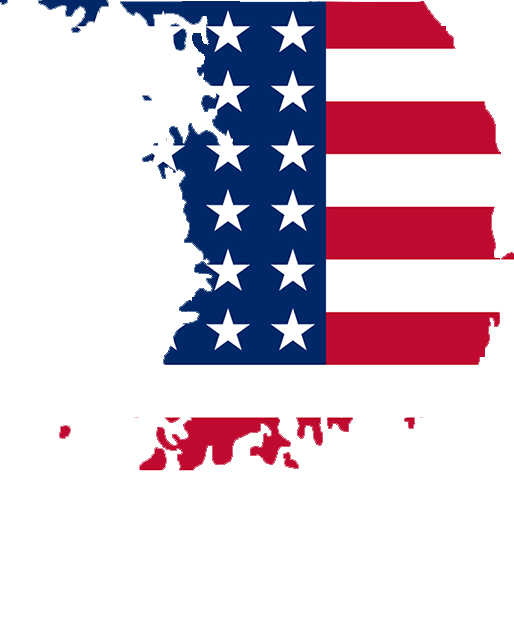
미국의 남한 통치(1945년 9월 8일)

태평양 전쟁 후반 미국은 단독으로 일본제국과 대치할 계획이었으나 1944년 소련의 도움을 청하였다. 그러나 소련의 참전 후 한 달도 되지 않아 1945년 8월 15일 일본제국은 항복하였고 소련은 청진 등에서 일본제국과 전쟁을 계속 하고 있었을 뿐 아니라 소련은 자신들의 몫으로 한반도를 요구했고, 미국은 소련 세력의 팽창과 일본의 공산화를 우려하여 스탈린의 요구를 거절했다. 그러나 소련은 자신들도 엄연한 참전국 및 승전국, 연합국이며 소련군 사상자와 부상자의 존재를 내세워 한반도 통치를 요구하였다.
결국 미국과 소련은 1945년 8월 25일 북위 38°선 한반도 분할점령을 발표하고 미군의 한반도 상륙을 결정한다.
1945년 9월 2일 한국주둔 미군은 주한미군 군정청(駐韓美軍 軍政廳, Military Government, United States Armed Forces in Korea, MGUAK) 개청을 선언하고 서울 중앙청에서 공식 업무에 들어갔다. 1946년 1월 2일 명칭을 주한 미군정청(駐韓美軍政廳, United States Army Military Government in Korea, USAMGIK)으로 바꿨다. 1946년 6월 4일 남조선과도정부가 수립되자 미군정청은 주한미군사령부(Unified Combatant Command)로 명칭을 바꿨다. 그러나 과도정부 수립 이후에도 대언론 명칭은 1948년 5월 30일 제헌국회 개원 이전까지 군정청으로 보도되었다.

## 개요

### 주둔 초기
1945년 9월 2일 더글러스 맥아더 유엔군 사령관은 쇼와 천황의 항복 성명을 수용, 일반명령 제1호로 점령지역 연합군의 분할진주를 발표했다. 이어 바로 한반도 남부에 미군을 보내고 일본의 항복문서를 정식으로 받아냈다. 더글러스 맥아더 사령관은 미국 육군 제24군단을 조선 지역 관할 부대로 정한다. 이때의 남한은 점령지의 성격이었다. 더글러스 맥아더는 전보를 보내 가능한 신속하게 임무의 안전에 부합하게 모든 일본인들을 공직에서 축출해야 한다고 하지에게 지시했다. 다만 더글러스 맥아더는 일본인과 조선인들은 별개로 취급할 것을 특별 지시한다.
9월 8일 존 리드 하지 미육군 중장 휘하의 미국 제24군단은 배편으로 인천에 상륙하였다. 조선인민공화국에서 파견한 여운홍 등은 교섭을 시도하였지만 하지는 이를 거절하고 정식 정부로 승인하지 않았다. 1945년 9월 8일 하지는 주둔 직후 일본인 조선총독과 총독부 경무국장 파면을 선언했다. 9월 9일 경성에 도착한 하지 사령장관은 포고령 제1호로 "38°선 이남에 미군이 군정을 펼 것"이라고 정식 포고하고, 9월 12일 아치볼드 V. 아널드 미육군 소장을 미군정장관에 임명하여 군정을 선포하였다. 헌병사령관 로렌스 쉬크(Lawrence E. Schick) 준장은 경무국장에 임명되고, 에머리 우달(Emery J. Woodall) 미 육군 소장은 법무국장에 임명되었다. 9월 14일에는 남은 일본인 국장들이 해임됐고, 무장해제당한 엔도 류사쿠 정무총감, 총독부 법무부장 소다 후쿠조(早田福藏) 역시 해임처분을 받았다.
9월 12일 미군정은 조선총독부 중추원 의원들을 파직하고, 당일부로 미군 장교를 각 도의 장관에 임명하여 행정권을 장악했다. 이어 9월 14일부로 조선총독부의 일본인 관리를 해임했으나 한국 출신 조선총독부 고관들은 행정고문이라는 이름으로 등용하여 국내 사정을 파악하게 하는 한편 일본의 식민지 통치기구를 이용했다. 이때 말단 일본인 관료들은 10월까지 단계적으로 인수 인계 작업을 거친 끝에 해임시켰다.
9월 2일부터 10월 28일까지 남한 내 미군은 각 도와 부의 행정권을 장악했으며, 일본인 관료의 해임과 파면 및 인수인계 절차에 돌입했다. 일본인 관료 및 조선총독부에서 임명한 한국인 관료는 고문 자격으로 인수인계를 진행했고, 일부는 11월 30일까지 해임, 파면하였다. 일부 일본인은 한국체류 중인 행정, 치안기관의 안내에 따라 귀국 또는 지정된 장소로 이동하거나 난민수용소에 머물러있다가 단계적으로 귀국하였다.

### 한국인 관료 임명
건국준비위원회 산하 각 치안대가 조직되어 활동중에 있었다. 그러나 8월 17일부터 8월 20일 일본인 경찰관들은 업무에 손을 놓아버렸고, 한국 경찰 역시 손을 놓았다. 조선총독부 내 법무국 관리들과 경찰들은 돈을 횡령했고, 지문 자료 일부를 포함한 문서들을 파기, 소각했다. 경성부 내 두 개의 형무소 관리들은 기록을 파기하거나 소각하고, 형무소 기금을 임의대로 분배하여 나눠 가졌다. 혼란을 틈타 일본인 경찰관, 법관들은 수감자들의 물건을 팔아넘겼다. 경찰국, 보건과 책임자 일본인은 공금 20만 엔 이상을 횡령한 것으로 나중에 확인되어 9월 8일 미군정 주둔 후 미군정에 의해 압수되었다. 9월 8일 경성의 이묘묵(李卯默) 등은 3천 명의 한국인 경찰관을 직무에 복귀시킬 것을 미군에 호소한다.
9월 18일 미군 장교를 각 국장(局長)에 임명하고 9월 19일 ' 한국 미국 육군사령부 군정청'이라는 공식 명칭으로 활동하기 시작하였다. 원래는 점령군의 성격이었으나 한국인들에게는 점령군이라 하지 않고 일본군을 퇴치한 존재임을 집중 부각, 홍보했다. 미군정은 치안유지법·사상범예방구금법 등 일제강점기의 악법들은 폐지했으나 신문지법·보안법 등은 존속시켜 통치에 활용했다. 미군정은 처음에 김성수, 김도연, 윤보선, 조병옥, 김병로, 장택상 등 조선인 11명을 미군정장관 고문으로 임명했다가 뒤에 한국인을 행정에 참여시키고, 10월 2일에는 각 부장, 국장을 미군 장교에서 한국인들로 교체시켰다. 1946년 9월 12일에는 한국인 부처장(部處長) 20명에게 행정권을 상당수 이양했다.
1945년 9월 30일 사법부장 에머리 우달은 전국 변호사회의를 제주도에서 진행하기로 하고, 변호사들을 제주도로 소집한 뒤 김영희와 함께 제주도로 날아갔다. 그는 변호사들을 면접하고 지방법원 판사와 2명을 즉석에서 임명하고 돌아왔다. 1945년 10월 2일 미군정에서는 당시 검사, 판사에 조선인이 거의 없는 것을 확인했다. 10월 11일 일본인 판사와 검사 105명 전원 해임하고 고등법원의 법원장 전원, 2명의 부장판사, 8명의 배석판사, 검사장 3명, 지방법원의 판사, 검사 일본인 및 일본인에 의해 선임된 인사를 전원 해임했다. 조선인 변호사를 수소문한 결과 195명이었고, 이 중 관료로 적합한 자는 140명 정도로 추정했다. 10월 12일부로 미군정에서는 김용무(金用茂) 재판장을 유임시키고 미군 법무장교 대신 서광설(徐光卨), 이종성(李宗聖), 심상직(沈相直), 이인(李仁) 등을 재판관으로 임명해 대법원을 설치했다. 군정은 부족한 변호사를 충원하기 위해 11월 변호사 시험을 계획, 12월 31일에 변호사 시험을 보고 그날 합격자를 정했다. 합격자에는 김용무, 김찬영 등이었다.
미군정은 조선인민공화국을 불법으로 규정하기 위해 대한민국 임시정부를 측면으로 지원했다. 그러나 대한민국 임시정부 측에서 1946년 1월 1일 신탁통치 반대 운동과 총파업을 전국적으로 확산시키자 이를 불법 쿠데타로 규정하고 임정에 대한 지원을 줄이고, 그해 2월부터 여운형, 장건상 등의 온건 좌파와 원세훈, 안재홍 등의 온건 우파, 이순탁, 김약수, 노일환 등의 한민당 탈당파 일부를 중심으로 정권 이양을 계획한다. 한국 미군정청(한국 미국 육군사령부 군정청)은 한국어로 표시를 하였지만, 조선민주주의인민공화국에서는 미제의 남조선군정청(미제의 남조선간섭통치기)라고 불리며 재조선 미군정청을 가리킨다.
1945년 12월 16일부터는 한인 출신 고문들을 통해 미국, 영국, 프랑스, 독일 등의 유학을 다녀온 학력자와 법학 전공자들 위주로 선정하여 중앙청에 소집, 의회설치에 대한 의견을 수렴했다. 12월 16일 오후 한민당에서는 당내 헌법연구위원을 선정하여 입법, 외국의 각 법률에 대한 검토를 추진했다.

### 의회와 삼부 구성
1946년까지 미군정은 독자적으로 활동하였고 다만 사법부장 겸 검찰국장에 이인, 대법원장에 김용무를 임명해 사법권은 한국인들이 자치적으로 하게 하였다. 그러다가 한국인들에게 치안권 이양 및 정권 인계를 위해 1946년 10월 과도입법의원 선거를 실시하였다.
여기에 군정청이 임명하는 46명과 각 도에서 주민이 선출하는 민선 의원 46명 등 총 92명의 인원을 남조선과도입법위원회 의원으로 선출했다. 이들은 대한제국 중추원이 폐지된 후 본격적으로 활동한 근대적 의회였으며, 초대 의장은 김규식, 부의장은 신익희, 윤기섭이었다. 서울 중앙청에서 과도입법의원이 개원할 때는 애국가가 공식으로 행사에 처음 사용되었다.
1946년부터는 형식적으로 한국인 민정장관 안재홍을 임명해 행정권을 행사하게 하였다.

### 교육 정책

#### 학무국의 조직
1945년 9월 2일 미군정 주둔 후 얼 락카드(Earl N. Lockard) 대위를 학무국장으로 임명했다. 학무국의 조직은 학교담당, 편수담당, 기획담당, 문화 및 후생복지 담당, 기상담당, 법령정비국, 사업국으로 분장되었다. 학무국은 1945년 12월 문교부로 개편하고 문교부 학무국장에 유억겸(兪億兼)을, 부국장에 오천석을 1945년 12월 19일 임명했다. 이후 문교부 학무국, 법령정비국, 사업국과 학무국내 초등교육과, 중등교육과, 전문교육과, 기획과, 편수과로 개편되었다. 한국의 교육 사정을 모르던 미군정청 학무국장, 문교부장 라카드 소령은 보성전문학교 교수 오천석을 자문역으로 초빙하고, 그를 통해 조선인 명망가들을 모아 교육위원회를 구성했다.
1945년 9월 2일 첫 추천자로 초등교육분과에 김성달(휘문의숙 교장), 장면(혜화유치원장), 중등교육분과에 현상윤(중경성대학 예과부장), 전문분과에 유억겸(연희전문 부교장), 윤치호, 고등교육분과에 김성수(보성전문 교장), 여자교육에 김활란(이화여전 교수), 박인덕, 교육전반 서무분과에 백낙준(연희전문 교수), 최규동(중동학교 교장)이 추천되었다. 1945년 9월 14일에는 각급학교 교과서 편찬 및 감수 전담 책임자로 최현배, 이희승, 사회교육 담당자로 최승만을 추가로 추천하여 업무를 안배했다. 이들은 조선인교육심사위원과 협의 혹은 심사위에서 결정한 내용을 감수, 검토하였다. 이 중 윤치호는 12월 6일에 사망했고 김성수는 1945년 9월 22일 미군정 상임고문이 되면서 자신을 대신하여 백남훈을 추천했다. 1945년 11월까지 라카드가 주변의 추천을 받아 구성한 조선인교육심사위원은 오천석, 김성수, 현상윤, 김규식, 유억겸, 유진오, 윤일선, 조백현, 장면, 백낙준, 이병도, 김활란, 윤치영, 안재홍, 정인보, 안호상 등을 조선인교육심사위원으로 위촉해 1946년 5월까지 조선내 교육 및 교육과정, 교육예산 등을 계획, 심사, 심의하게 했다. 미군정 문교부는 이들을 수시로 소집, 자문을 통해 교육정책을 추진했다. 조선인교육심사위원회는 1946년 5월 해산하였다.

#### 학무국을 문교부로 개편
1946년 3월 18일에는 문교부장으로 소령 오드리 O. 파이텐저(Aubrey O. Pittenger가 임명된 뒤 1947년 2월에는 유억겸에게 전권을 넘겼다. 학무부장 유억겸은 유임됐지만 1947년 11월 14일 사망하고 문교부차장 오천석(吳天錫)을 대리로 임명했다가 한달 뒤 문교부장으로 임명한다. 1945년 12월에는 학무국 학무과내에 설치된 조선인 문맹 전담 성인문해교육계장에 황애시덕을 임명하고 이듬해 1월 성인문해교육과로 승격시켜 학무국 직할로 하고 황애시덕을 유임시켰다. 성인문해교육과는 대한민국 정부 수립까지 한시적으로 운용되었다.
미군정은 한국 교육의 기본 방침을 반공체제의 구축과 자유민주주의 제도화에 두었다. 미군정청 학무국은 1945년 10월 15일 초등학교 5~6학년용 국사 교과서를, 12월 11일 중등학교용 국사 교과서를 각각 발간하였다.

#### 1920년대에 유행한 교과중심 교육과정 시기
미군정청은 군정 실시 후 완전한 교육과정을 만들 시간이 없으므로 교수요목만을 제시하였다. 미군정청의 교수요목은 정부가 수립되고 교육법이 제정되면 새로 정비할 계획이었으나, 6․25전쟁으로 인해 1954년 4월 새 교육과정이 공포될 때까지 계속 적용되었다. 미군정청의 초등학교 교수요목은 국어․수학․사회 생활․이과 등 4개 과목만 발간되었는데, 그 가운데 사회생활이 가장 체계적으로 제시되었다.
1946년 2월 23일부터는 국사 교과목을 각급 학교에서 가르치게 했다. 초등학교의 역사 교과서는 우리나라의 발달이라는 제목으로 정해졌으며 1947년 2월 경에 상권이 발행되고, 1949년 12월 경에 하권이 발행되었다. 그러나 초등학교의 국사는 1947년 12월의 미군정청 훈령 포고에 의해, 사회, 지리와 함께 사회과목으로 통합되었다. 중등학교 역사 교과서는 1945년 12월 미군정청이 이병도 등 진단학회에 집필을 위촉하여 1946년 5월에 중등용 국사 교본이 발행되고 그대로 국사로 이름이 굳어졌다.

### 좌우합작 정책
1946년 5월 제1차 미소공동위원회가 결렬되자 신탁통치문제를 국내의 좌우합작으로 해결하고자 시도, 미군정 고문 L. 버치 중위의 주선으로 김규식·여운형 등을 중심으로 좌우합작운동이 추진되었다. 여기에 조선공산당에 타격을 주고자 조봉암 등의 1차 탈당, 여운홍, 장건상 등의 2차 탈당을 유도하고 이들을 좌우합작세력에 가담하게 하는 등의 조치를 취했으나, 송진우, 여운형, 장덕수 등의 계속된 암살과 학병동맹원 피살 사건, 정인수군 피살 사건, 윤명선 피살 사건, 인민일보 테러 사건 등으로 조절은 어려워졌고, 남조선과도입법의원에서도 신탁통치 반대를 결의, 좌우합작을 통한 신 정부에 정권을 이양하려던 미군정의 시도는 좌절되었다. 1946년 5월 미군정이 조작한 정판사 위조지폐 사건은 9월 총파업과 대구 10.1 사건을 낳았다.
또한 미군정에서 극우파로 배격하던 이승만 역시 미군정을 무시하고 더글러스 맥아더 사령관과 직접 상대하거나 미 국무부 내의 프린스턴 대학교 인사들, 하버드 대학교 인사들을 이용하여 좌우합작을 좌파에 유리한 정책으로 공격함으로써 미군정을 압박하였다.

### 사법권을 필두로한 통치권의 점진적 이양으로 전환
미군정의 사법개혁 구상에 의하면 법원과 검찰을 분리시키면서 일본의 경우처럼 영미식의 당사자주의 형사소송절차를 도입하려고 했었으나, 1945년 말의 모스크바 삼국 외상 회의에서 신탁통치안이 결정된 이후 강력한 반대에 부딪치게 되자 한국인들에게 점진적으로 통치권을 이양하는 방침을 취하게 된다. 그리고 그 수순의 제일차적 영역은 사법(司法) 분야였다.
미군정은 검찰을 분리시키는 개혁을 단행한다. 일제 시대에는 종래의 독일식 사법제도 구상에 따라 검찰이 법원에 병치(倂置)되어 있었고 독자적인 조직을 구비하지 못하였다. 미군정 하에 법원조직법과 검찰청법을 통하여 법원과 검찰을 상호 독립된 기관으로 완전히 분리한 것이다.
미군정은 일제의 악법 가운데 하나로 《범죄즉결례》를 폐지하며, 일제시대 기존의 법령체제는 일단 그대로 유지하기로 한다. 그래서 《조선형사령》은 유지되었고 이를 매개로 일본의 구형사소송법이 그대로 의용된다. 그리고 《범죄즉결례》로 처리되던 대다수의 경미범죄들이 통상적인 형사사건의 통로로 유입되었다. 이에 대비하기 위하여 즉결심판 절차와 약식절차가 활용되었으나, 정식재판청구를 거쳐 항소와 상고에 이르는 길도 열려 있게 된다. 1925년 제정된 《치안유지법》도 폐지된다.

### 대한민국 정부 수립과 철수
1947년 10월 미소공동위원회가 결렬됨에 따라 미국은 한국 문제를 유엔에 상정해서 유엔 총회의 결의하에 해결하려는 정책으로 전환되었다. 1948년 1월 UN의 한국임시위원단이 한반도를 방문, 미군정은 방문을 수용했으나 소련 측에서는 방문을 거부함으로써 그 해 2월 한국의 가능한 지역(남한)에서만 선거를 실시하자는 미국의 제안이 UN에서 가결되었다.
1946년 1월 2일부터 미군정은 군정청의 각 부처장, 각 지방 도와 유력 대도시(경성부, 부산부) 등의 미국인 부처장을 해임하거나 한인을 부서장으로 임명하고, 미군 및 미군 군무원은 행정고문, 행정자문으로 임명하는 형식으로 단계적으로 철수하였다.
1946년 10월에는 의회, 국회와 비슷한 남조선과도입법의원을 설치하고, 민선 입후보자와 미군정에서 추천하는 관선 입후보자를 정해 의회를 구성하게 했다. 미소공위의 결렬과 미국, 소련간의 협상을 통해 결국 1948년 5월 10일에 한반도 남부에 한한 총선거가 결정된다.
1948년 5월 10일 남한에서 총선거가 실시되어 국회가 구성되었고, 미군정은 이름을 군정청에서 주한미군으로 명칭을 바꾸었다. 8월 15일 대한민국 정부가 수립되었다. 8월 27일에는 존 하지 중장 대신 존 코울터를 한국 주둔미군 사령관으로 임명했다. 이후 미군정은 9월까지 윤치영, 장택상, 조병옥 등의 실무자들을 통해 정권을 이양했고, 10월부터는 대한민국 정부의 군사 고문 겸 정치 고문으로 활동하다가 1949년 6월에 철수하였다.

## 조직
미 군정은 제24군단장이 주한미군사령관과 군정장관을 겸직하였다.
주한미군사령관 예하에 군정장관실과 주둔군 24군단 본부로 나뉘고, 24군단 본부에는 군단예하 군수지원사령부(ASCOM), 본부대(전술군), 6사단, 7사단이 소속되었고 군정장관실 예하로는 참모장과 직속참모기관인 정치고문실, 중앙경제위원회, 중앙식량행정처, 중앙물가행정처의 직할 3처와 체신부, 문교부, 재무부, 운수부, 공보부, 농무부, 상무부, 법무부, 경무국(경무부로 격상), 통위부의 부와 인사행정처, 관재처, 기획처, 외무처, 회계처 등의 5처로 나뉘었다.
1946년 3월에 설치된 보건후생부 내에 사회적 혼란기에 여성의 정치 사회 경제 및 문화적 생활개선과 복지향상을 담당하는 기구로 부녀국을 설치하였다.

#### 최고 통치자 및 4부 요인
- 최고 통치자 : 존 하지
- 행정 수반 : 안재홍
- 과도입법의원 의장 : 김규식, 부의장 : 신익희, 윤기섭, 최동오
- 대법원장 : 김용무, 검찰총장 : 이인
- 감찰위원회(감사) 위원장 : 정인보

#### 미군 부처장
1945년 9월 2일
- 민정장관(Civil Administrator) : 브래이너드 프레스코트(Brainard E. Prescott) 미국 육군 대령
- 정무총감(Chief of the Secretariat) : 존 언더우드(John Underwood) 미국 육군 대령
  - 기획부장(Secretary of Planning Section) : 메티어스 메이(Mettious W. May, Jr.) 대령
  - 회계부장(Secretary of Accounts Section) : 아서 로스(Arthur Roth) 대령
  - 공보처장 대리(Acting Secretary of Intelligence and Information Section) : 글렌 네먼(Glenn Nemman) 대령
  - 인사처장(Secretary of Personnel Section) : 휴 블레드스(Hugh R. Bledsoe) 중령, 인사과장
  - 총무처장(Secretary of General Affairs) : 에머리 우들(Emery J. Woodall) 소령, 총무과장으로 법무국장 겸임
  - 외사과장(Secretary of Foreign Affairs) : 고든 엔더스(Gordon B. Enders) 소령
  - 민정처장(Secretary to Office of Civil Administrator) : 웨인 에스테스(Wayne J. Estes) 소령
  - 학무국장(Chief. Bureau of Education) : 얼 로카드(Earl N. Lockard) 대위
- 선임 연락장교(Chief Liaison Officer) : 휴 블레드소어(Hugh H. Bledsoe) 미국 육군 중령
- 외무장교(Foreign Affairs Officer) : 고든 엔데르스(Gordon D. Enders) 중령
  - 외무부 연구분석책임자(Research and Analysis Director) : 로날드 하트먼(Ronald F. Hartman) 중령, 연구분석과장
- 정보국장(Korean Relations and Information) : 폴 헤이워드(Paul H. Hayward, Chief) 중령
- 국유재산관리처장(Property Custodian) : 얼 멀리닉스(Earl L. Mullinix) 중령, 재산관리과장
- 법무국장(Chief of Justice Bureau) : 에머리 우달(Emery J. Woodall) 소령
- 경무국장(Chief of Police Bureau) : 레이모어 아고(Reamor W. Argo) 대령
- 보건국장(Public Health and Wealth) : 글렌 맥도날드(Glenn McDonald) 중령 및 폴 링곤펠터(Paul. B. Lingonfelter) 중령
- 교통운송국장(Chief of Bureau of Communications and Transportation) : 월리암 헐리히(William J. Herlihy) 중령, 교통운송국장
  - 9월 6일 통신교통국을 2개로 분리, 통신국장 : 윌리엄 헐리히(William J. Herlihy) 중령, 교통국장 : 와드 L. 해밀턴(Ward L. Hemilton) 중령
- 재무국장(Chief of Finance Bureau) : 찰스 고든(Charles J. Gordon) 중령, 재무국장
- 농상업국장(Chief. Bureau of Agriculture and Commerce) : 제임스 마틴(James Martin) 중령
- 광공업국장(Chief. Bureau of Mining and Industry) : 프레드 루이스(Fred W. Louis) 소령

1945년 9월 12일
- 정무총감 : 미국 육군 준장 찰스 S. 해리스(Charlse S. Harris)
  - 정무총감관방인사처장 : 휴 블레드스(Hugh R. Bledsoe) 중령
    - 정무총감관방인사과장 : 정일형(대리, 1945.10.18) -> 정일형(1946.1.20)
    - 정무총감관방회계과장 : 이종준(李種準, 1946.1.20)
- 군정장관 관방장 : 대령 J. O. 언더우드
- 기획처장 : 대령 메티카스 W. 메이(Metticus W.May)
- 광공국장 : 대령 선. C. 언더우드
- 군사부장 겸 조선 국방사령부 사령관 : 대령 아서 세이무어 챔페니(Arthur Seymour Champeny, 겸임, 11.14. 국방사령관직은 쉬크 임명), 12월에 통위부로 명칭 변경
  - 조선 국방사령관 : 대령 로렌스 에드워드 쉬크(Lawrence Edward Schick, 1945.11.14. ~ )
  - 군사부 경무국장 : 대령 로렌섬 -> 조병옥(1945.10.20.~), 대령 윌리엄 H. 매길린(William H. Maglin, 1945.12.27 ~ ) 공동
- 경무국장 : 조병옥(1946.1.2, 군사부에서 경찰 독립), , 대령 윌리엄 H. 매길린(William H. Maglin, 1946.2.4)
- 법무국장 : 중령 에미리 J. 우달(Emery J. Woodall)->소령 매트 테일러(Matt Taylor, 11월 20일) -> 김영희(대리, 1945년 12월 10일)
- 재무국장 : 중령 찰스. J 고든(Charles J. Gordon) -> 김도연(1946.2.4)
- 농산국장 : 중령 제임스 마틴(James Martin, 1945.9.29.) -> 이훈구(李勳求, 1946년 1월 6일)
- 체신국장 : 중령 윌리엄 J. 할리(William J. Harlihy)
- 교통국장 : 중령 워드 L. 해밀턴(Ward L. Hamilton, 1945년 9월 29일) -> 중령 아서 J. 코넬슨(Arthur J. Cornelson, 1946년 1월 4일 ~ )
- 운수국장 : 중령 아서 J. 코넬슨(Arthur J. Cornelson) -> 운수부장 : 대령 코넬슨(Arthur J. Cornelson, 1946.2.4)
- 정보국장 : 중령 폴 헤이워드(Paul Hayward)
- 학무국장 : 대위 얼. N. 락카드(Earl N. Lockard, ~ 1945년 12월 21일까지)
- 문교부장 : 소령 얼. N. 락카드(Earl N. Lockard, 학무국장 재직 중 미육군 대위에서 소령으로 진급, 학무국을 문교부로 개편) -> 소령 오드리 O. 파이텐저(Aubrey O. Pittenger, 1946년 3월 18일)
  - 문교부 학무국장 : 유억겸(兪億兼, 1945년 12월 21일)
    - 학무국 학무과 성인문해교육계장(1945년 12월 21일)->성인문해교육과장(1946년 1월) : 황애시덕

  - 조선인교육심의위원회 위원 : 안재홍, 유억겸, 김활란
- 보건위생국장 : 소령 글렌 W. 맥도날드(Glenn W. McDonald) -> 소령 윌리엄 R. 윌라드(William R. Willard, 대리, 1945년 12월 15일) -> 대령 존 K. 글렌(John K. Cullen, 1946년 3월 31일 ~)
- 상무부장 : 중령 토마스
  - 상무부 광공국장 : 오정수(吳楨洙)
  - 상무부 토목국장 : 최경렬(崔景烈)
  - 상무부 노동국장 : 이대위(李大偉)
  - 상무부 소방국장 : 소령 엘버트 월라스(Elbert C. Wallace)
- 공보국장 :이철원(李哲源)
- 식량행정처장 : 지용은(池鎔殷, 1946년 1월 6일)

#### 한국인 부처장
- 민정장관 : 안재홍, 1947년 신설, 군정장관에 대한 수석보좌관[9]
  - 민정장관 비서실장 : 임석필(林錫弼)
- 경무부장 : 조병옥(1946.2.4. 단독) ->1946년 경무부로 승격한다
  - 수도경찰국장 겸 경기도경찰청장 : 장택상 -> 경무국이 경무부로 승격함에 따라 경무부 수도경찰청장으로 승격한다.
  - 경무국 수사과장 : 최능진 -> 경무부로 승격하면서 경무부 수사국장이 된다.
- 법무부장 : 이인
- 운수부장(교통국과 운수부를 합병) : 민희식
- 재무부장 : 윤호병(尹皡炳, 1946.10.22.)
- 재무부 재산처분국장 : 윤치영
- 농림부장 : 윤보선
- 학무부장 : 유억겸(유임, 1947년 11월 14일 사망) -> 문교부장 : 오천석(吳天錫, 대리, 1947.11.14. ~ ) -> 오천석(吳天錫, 1947.12.9 ~ )
- 학무부 성인교육과장 : 황애시덕(유임)
- 인사행정처장 : 정일형 -> 심천(沈川, 1948. 1. 6)
  - 인사행정처 차장: 심천
- 서무처장 : 이종학(李鍾學)
- 외무부장 : 문장욱
- 운수부장 : 민희식(閔熙植)
- 상무부장 : 오정수(吳楨洙, 1947.4.6)
  - 상무부 광공국장 : 김기덕 (金基德)
- 토목부장 : 최경렬(崔景烈, 1946.8.7. 상무부 토목국을 토목부로 승격)
- 토목부 소방국장 : 천종효(千宗孝, 1947.3.9. 면직) -> 서상일
- 노동부장 : 이대위(李大偉, 1946.7.12. 상무부 노동국을 노동부로 승격)
- 공보부장 :이철원(李哲源)
- 군정청 대법원장 : 김용무
  - 군정청 사법행정처장 : 노진설(1947년 2월 5일 신설)
    - 사법행정처 차장 : 정창운(鄭暢雲)
- 통위부장(국방부장) : 류동렬, 1945년 12월 신설
- 감찰위원장 : 정인보
- 체신국장 : 길원봉(吉元鳳, 1946년 1월 1일) -> 체신부로 승격(1947년 4월 8일)

- 통역 : 윤치영, 윤노라, 천종효(겸임), 윤광선 외

## 역대 지도자

### 사령관
- 존 하지 (John R. Hodge), 1945년 9월 8일 ~ 1948년 8월 26일
- 존 코울터(John B. Coulter) 1948년 8월 27일 ~ 1949년 1월 11일

### 군정장관
- 아치볼드 빈센트 아널드 (Archibald V. Arnold, 1945년 9월 11일 ~ 1945년 12월 17일), 미 육군 소장
- 대리, 조셉 로버트 쉬츠(Josef Robert Sheetz), 1949년 9월 29일, 미 육군 준장
- 아처 L. 러치 (Archer L. Lerch, 1945년 12월 18일 ~ 1947년 9월 11일), 미 육군 소장(재직 중 사망)
- 찰스 핼믹(Charles G. Helmick, 1947년 9월 12일 ~ 1947년 10월 30일), 미 육군 준장, 직무대리
- 윌리엄 F. 딘 (William F. Dean, 1947년 10월 30일 ~ 1948년 8월 15일) 미 육군 소장
- 찰스 핼믹(Charles G. Helmick, 1948년 8월 15일 ~ 1949년 1월 11일), 미 육군 소장

안재홍(安在鴻)은 1947년 10월 30일부터 1948년 8월 15일까지 민정장관을 맡았다.

### 정무총감
- 미국 육군 준장 찰스 S. 해리스(Charlse S. Harris), 1945년 8월 28일 ~ 1945년 9월 28일, 미군 24군단 10군 포병부대장
- 준장 조셉 로버트 쉬츠(Josef Robert Sheetz), 1945년 9월 28일 ~ 1946년 5월 15일
- 대령 아서 세이무어 챔패니(Arthur Seymour Champeny), 1946년 5월 15일 ~ 1947년 10월 30일

### 민정관
- 브라이나드 E. 프레스코트(Brainard E. Prescott) 1945년 9월 11일 ~ 1945년 9월 28일
- 조셉 로버트 쉬츠(Josef Robert Sheetz), 1945년 9월 29일 ~ 1946년 1월 2일, 정무총감으로 민정관 겸직
- 메티카스 W. 메이(Metticus W.May) 1946년 1월 3일 ~ 1946년 2월 28일
- 레이몽 A. 자노스키(Raymond A. Janowski) 1946년 3월 1일 ~ 1946년 3월 8일
- 윌리엄 글래스 주니어(William A. Glass, Jr.), 1946년 3월 30일 ~ 1946년 4월 6일
- 아서 세이무어 챔페니(Arthur S. Champeny), 1946년 4월 7일 ~ 1946년 5월 15일
- E. A. J. 존슨 1947년 ~ 1948년

### 지방 행정장관
각 행정기관 관리 업무를 담당하였다.
- 윌리엄 B. 마이어스 1945년 10월 2일 ~ 1946년 2월

## 같이 보기
- 한반도 분단
- 한국의 군정기
  - 소비에트 민정청
- 주한 미군
- 연합군 최고사령부
- 조선인민공화국
- 북조선인민위원회
- 대한민국 임시정부
- 미군정기의 행정 구역